# Свято-Симеоновский собор (Брест)
Собо́р Симео́на Сто́лпника (Свя́то-Симео́новский собо́р)  — православный храм в Бресте (Белоруссия), кафедральный собор Брестской епархии Белорусской православной церкви. Памятник архитектуры русско-византийского стиля.

## История
В 1846 году был утверждён первый проект строительства храма. Впоследствии он был значительно упрощён, так как на последовавших торгах покупателей для подряда по строительству храма не было найдено, что вынудило принять решение вести работы лишь в пределах выделенной правительством суммы. Новый проект, согласно докладу генерал-адъютанта графа Клейнмихеля, утвердили 15 апреля 1854 года.
Для возведения же собора, построенного в 1861—1864 годах из кирпича, был использован проект брестского городского архитектора В. Поликарпова. Первоначальный вид собора известен по акварели 1869 года Наполеона Орды. Под надзором академика архитектуры В. И. Чагина в 1886 году был проведён капитальный ремонт храма. Заброшенный в советское время, собор в 1988 году был отреставрирован. В середине сентября 1995 года состоялось посещение собора Патриархом Московским и всея Руси Алексием II. 18 августа 1998 года митрополитом Минским и Слуцким Филаретом в соборе была освящена копия креста Евфросинии Полоцкой авторства брестского мастера Н. П. Кузьмича.

## Архитектура

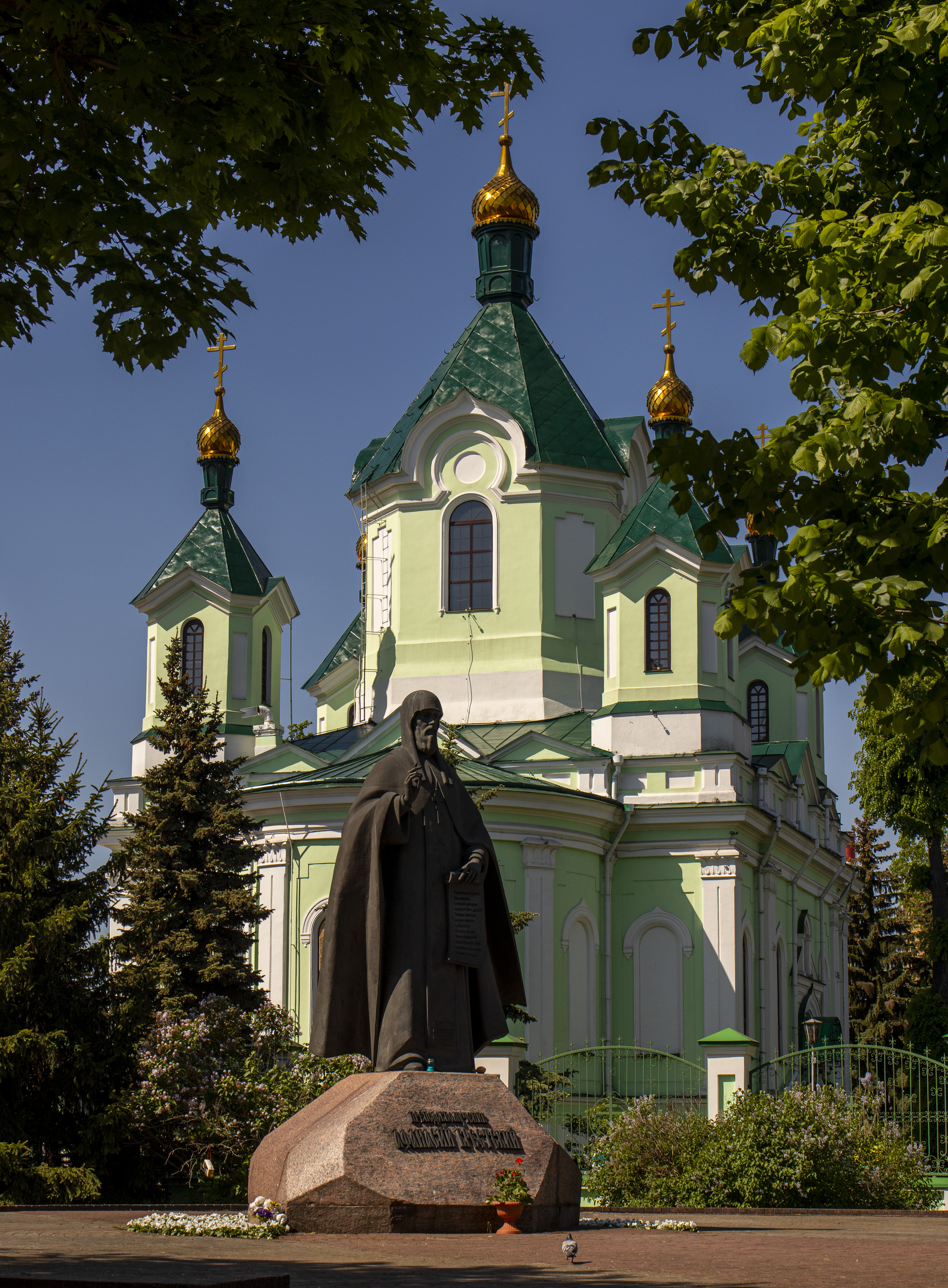

Композиция храма является центрической крестообразной в плане. Кубоподобный объём собора, квадратный в плане и поставленный с узким притвором и полукруглой апсидой на высокий филёнчатый цоколь, который был облицован розовым гранитом, завершается пятикупольем, покрытым в 1997 году сусальным золотом. При этом в центре последнего доминирует мощный восьмигранный барабан, также присутствуют четыре угловые башни, завершают которые шатры. Непосредственно пятикуполье составляют луковичные главки, расположенные на гранёных шейках барабана и башен. Таким образом, крупный основной объём контрастирует с небольшими завершающими формами. Вход представляет собой килеобразный перспективный портал с нишей той же формы, находящейся над ним и содержащей изображение Симеона Столпника. Из притвора ведёт лестница на хоры и звонницу. Для фасадов характерны узкие арочные проёмы, высокий профилированный (с тягой) карниз, опоясывающий здание по периметру, и филёнчатый парапет с трёхугольными фронтонами разной величины. В оформлении проёмов светлового барабана, главного и боковых входов, высоких арочных оконных проёмов использованы кокошники.
Доминирующий светловой барабан с высоким шатром, используя паруса и четыре арки, опирается на четыре мощных пилона. Перекрытие трёх нефов, на которые разделено при помощи колонн храмовое внутреннее пространство, притвора, приделов и апсиды составляют цилиндрические и крестообразные своды. Широкий арочный просвет соединяет центральный неф и галерею хоров. Такой же просвет вкупе с деревянным иконостасом (более поздним по времени изготовления) выделяет и апсиду, в том числе алтарный объём. Иконы в соборе — «Оплакивание Христа» (автор Л. Грушевский, 1800), образа святых Кирика и Улиты и святой Людмилы (оба первой четверти XIX века). В декоре стен и сводов использована полихромная орнаментальная роспись.

## Комментарии
1. ↑  Иногда как дата постройки приводится 1865 год. См.: Кулагин А. Н. Симеоновская церковь // Свод памятников истории и культуры Белоруссии. Брестская область. — Минск: БелСЭ, 1990. — С. 79. — 424 с. — 25 000 экз. — ISBN 5-85700-017-3..
2. ↑  Вкупе с килеобразными кокошниками использованные восьмигранные барабаны, луковичные главы и шатры являются характерными формами московского зодчества середины XVII века: Лаўрэцкі Г. А. Брэсцкая Сімяонаўская царква // Архітэктура Беларусі. — Минск: БелЭн, 1993. — С. 89. — 620 с. — ISBN 5-85700-078-5..
3. ↑  Вкупе с гранитным цоколем и ордерной системой собора данные использованные в композиции и декоративной пластике приёмы являются характерными для классицизма: Лаўрэцкі Г. А. Брэсцкая Сімяонаўская царква // Архітэктура Беларусі. — Минск: БелЭн, 1993. — С. 89. — 620 с. — ISBN 5-85700-078-5..